# Auto Union Typ B
Auto Union Typ B je Auto Unionov dirkalnik, ki je bil v uporabi v sezoni 1935, ko so z njim dirkali Achille Varzi, Hans Stuck, Bernd Rosemeyer in Paul Pietsch. Motor V16 z delavno prostornino 4956 cm³ je lahko razvil moč 375 pri 4800 rpm, navor pa 660 Nm. Dirkalnik je debitiral na dirki Avusrennen 1935, kjer je Varzi zasedel tretje mesto, Stuck pa četrto. Najpomembnejšo zmago je dosegel Stuck na prvenstveni dirki za Veliko nagrado Italije, Varzi je zmagal na dirki Coppa Acerbo, mladi Rosemeyer pa na dirki za Veliko nagrado Masaryka.